# Unione Sportiva Sassuolo Calcio 2020-2021
Questa voce raccoglie le informazioni riguardanti l'Unione Sportiva Sassuolo Calcio nelle competizioni ufficiali della stagione 2020-2021.

## Stagione
Nella stagione 2020-2021 il Sassuolo disputa il massimo campionato ancora allenato da Roberto De Zerbi, raccoglie 62 punti con l'ottavo posto finale. Con gli stessi 62 punti dei neroverdi ma con il settimo posto la Roma si qualifica per la neonata Conference Leogue, per gli scontri diretti favorevoli rispetto agli emiliani. Il Sassuolo raccoglie 30 punti nel girone di andata e 32 nel ritorno, fallendo come detto per un soffio l'approdo europeo. Ancora in evidenza l'attacco dei neroverdi, Domenico Berardi si migliora ancora, 14 le reti segnate nella scorsa stagione, 17 quelle realizzate in campionato quest'annata. L'inverso lo ha percorso invece il barese Francesco Caputo ancora in doppia cifra, avendo firmato 11 reti, lontano però dalle 21 realizzate la stagione scorsa. Nella Coppa Italia il Sassuolo entra in scena a gennaio negli ottavi, ma con una figuraccia, sconfitto (0-2) al Mapei Stadium con la Spal.

## Divise e sponsor
Il fornitore tecnico per la stagione 2020-2021 è Puma, mentre lo sponsor ufficiale è Mapei.
| Casa | Trasferta | Terza divisa |

## Rosa
Rosa e numerazione aggiornati al 10 gennaio 2021.
| N. |                               | Ruolo | Calciatore                      |
| -- | ----------------------------- | ----- | ------------------------------- |
| 2  | Brasile (bandiera)            | D     | Marlon                          |
| 4  | Italia (bandiera)             | C     | Francesco Magnanelli (capitano) |
| 5  | Turchia (bandiera)            | D     | Kaan Ayhan                      |
| 6  | Brasile (bandiera)            | D     | Rogério                         |
| 7  | Costa d'Avorio (bandiera)     | A     | Jérémie Boga                    |
| 8  | Francia (bandiera)            | C     | Maxime Lopez                    |
| 9  | Italia (bandiera)             | A     | Francesco Caputo                |
| 10 | Serbia (bandiera)             | C     | Filip Đuričić                   |
| 11 | Danimarca (bandiera)          | A     | Jens Odgaard                    |
| 12 | Italia (bandiera)             | D     | Claud Adjapong                  |
| 13 | Italia (bandiera)             | D     | Federico Peluso                 |
| 14 | Guinea Equatoriale (bandiera) | C     | Pedro Obiang                    |
| 16 | Italia (bandiera)             | C     | Federico Ricci                  |
| 17 | Turchia (bandiera)            | D     | Mert Müldür                     |
| 18 | Italia (bandiera)             | A     | Giacomo Raspadori               |
| 19 | Italia (bandiera)             | D     | Filippo Romagna                 |
| 20 | Italia (bandiera)             | A     | Giacomo Manzari                 |
| 21 | Romania (bandiera)            | D     | Vlad Chiricheș                  |
| 22 | Germania (bandiera)           | D     | Jeremy Toljan                   |
| 23 | Costa d'Avorio (bandiera)     | C     | Hamed Junior Traorè             |
| 24 | Italia (bandiera)             | C     | Federico Artioli                |
| 25 | Italia (bandiera)             | A     | Domenico Berardi                |
| 26 | Francia (bandiera)            | A     | Isaac Karamoko                  |
| 27 | Slovacchia (bandiera)         | C     | Lukáš Haraslín                  |

| N. |                    | Ruolo | Calciatore             |
| -- | ------------------ | ----- | ---------------------- |
| 28 | Romania (bandiera) | D     | Raul Șteau             |
| 29 | Italia (bandiera)  | A     | Luigi Samele           |
| 30 | Italia (bandiera)  | A     | Brian Oddei            |
| 31 | Italia (bandiera)  | D     | Gian Marco Ferrari     |
| 33 | Italia (bandiera)  | D     | Alessandro Tripaldelli |
| 35 | Italia (bandiera)  | D     | Stefano Piccinini      |
| 36 | Italia (bandiera)  | C     | Luca Mazzitelli        |
| 44 | Italia (bandiera)  | C     | Andrea Ghion           |
| 47 | Italia (bandiera)  | P     | Andrea Consigli        |
| 56 | Italia (bandiera)  | P     | Gianluca Pegolo        |
| 63 | Italia (bandiera)  | P     | Stefano Turati         |
| 65 | Italia (bandiera)  | P     | Gioele Zacchi          |
| 68 | Marocco (bandiera) | C     | Mehdi Bourabia         |
| 70 | Italia (bandiera)  | C     | Alessandro Mercati     |
| 71 | Italia (bandiera)  | P     | Samuele Vitale         |
| 72 | Italia (bandiera)  | D     | Matteo Saccani         |
| 73 | Italia (bandiera)  | C     | Manuel Locatelli       |
| 77 | Grecia (bandiera)  | D     | Geōrgios Kyriakopoulos |
| 91 | Uruguay (bandiera) | A     | Nicolás Schiappacasse  |
| 92 | Francia (bandiera) | A     | Grégoire Defrel        |
| 98 | Italia (bandiera)  | A     | Nicholas Pierini       |
| 99 | Italia (bandiera)  | A     | Gianluca Scamacca      |
|    | Italia (bandiera)  | D     | Leonardo Sernicola     |
|    | Italia (bandiera)  | A     | Enrico Brignola        |

## Calciomercato

### Sessione estiva(dal 1º settembre al 5 ottobre)
Mercato aggiornato al 6 settembre 2020.
| Acquisti         | Acquisti               | Acquisti            | Acquisti            |
| R.               | Nome                   | da                  | Modalità            |
| ---------------- | ---------------------- | ------------------- | ------------------- |
| D                | Claud Adjapong         | Verona              | fine prestito       |
| D                | Kaan Ayhan             | Fortuna Düsseldorf  | definitivo          |
| D                | Vlad Chiricheș         | Napoli              | riscatto cartellino |
| D                | Cristian Dell'Orco     | Lecce               | fine prestito       |
| D                | Edoardo Goldaniga      | Genoa               | fine prestito       |
| D                | Geōrgios Kyriakopoulos | Asteras Tripolīs    | riscatto cartellino |
| D                | Riccardo Marchizza     | Spezia              | fine prestito       |
| D                | Filippo Romagna        | Cagliari            | definitivo          |
| D                | Leonardo Sernicola     | Ascoli              | fine prestito       |
| D                | Jeremy Toljan          | Borussia Dortmund   | rinnovo prestito    |
| C                | Davide Frattesi        | Empoli              | fine prestito       |
| C                | Lukáš Haraslín         | Lechia Danzica      | riscatto cartellino |
| C                | Maxime Lopez           | Olympique Marsiglia | prestito            |
| C                | Luca Mazzitelli        | Virtus Entella      | fine prestito       |
| C                | Marco Pinato           | Pisa                | fine prestito       |
| A                | Khouma El Babacar      | Lecce               | fine prestito       |
| A                | Enrico Brignola        | Livorno             | fine prestito       |
| A                | Grégoire Defrel        | Roma                | riscatto cartellino |
| A                | Jens Odgaard           | Heerenveen          | fine prestito       |
| A                | Nicholas Pierini       | Cosenza             | fine prestito       |
| A                | Gianluca Scamacca      | Ascoli              | fine prestito       |
| A                | Nicolás Schiappacasse  | Atlético Madrid     | definitivo          |
| Altre operazioni |                        |                     |                     |
| R.               | Nome                   | da                  | Modalità            |
| P                | Giacomo Satalino       | Renate              | fine prestito       |
| D                | Marco Sala             | Virtus Entella      | fine prestito       |
| C                | Jérémie Broh           | Cosenza             | fine prestito       |

| Cessioni         | Cessioni               | Cessioni     | Cessioni                         |
| R.               | Nome                   | a            | Modalità                         |
| ---------------- | ---------------------- | ------------ | -------------------------------- |
| D                | Claud Adjapong         | Lecce        | prestito con diritto di opzione  |
| D                | Cristian Dell'Orco     | Spezia       | prestito                         |
| D                | Edoardo Goldaniga      | Genoa        | rinnovo prestito                 |
| D                | Giangiacomo Magnani    | Verona       | prestito                         |
| D                | Riccardo Marchizza     | Spezia       | rinnovo prestito                 |
| D                | Filippo Romagna        | Cagliari     | fine prestito                    |
| D                | Leonardo Sernicola     | SPAL         | prestito                         |
| D                | Alessandro Tripaldelli | Cagliari     | definitivo                       |
| C                | Francesco Cassata      | Genoa        | riscatto cartellino              |
| C                | Alfred Duncan          | Fiorentina   | riscatto cartellino              |
| C                | Davide Frattesi        | Monza        | prestito                         |
| C                | Andrea Ghion           | Carpi        | prestito                         |
| C                | Luca Mazzitelli        | Pisa         | prestito con obbligo di riscatto |
| C                | Stefano Sensi          | Inter        | riscatto cartellino (20 mln €)   |
| A                | Enrico Brignola        | SPAL         | prestito                         |
| A                | Khouma El Babacar      | Alanyaspor   | prestito                         |
| A                | Emiliano Gómez         | Boston River | fine prestito                    |
| A                | Giacomo Manzari        | Carrarese    | prestito                         |
| A                | Jens Odgaard           | Lugano       | prestito                         |
| A                | Gianluca Scamacca      | Genoa        | prestito                         |
| Altre operazioni |                        |              |                                  |
| R.               | Nome                   | a            | Modalità                         |
| D                | Luca Ravanelli         | Cremonese    | rinnovo prestito                 |

### Sessione invernale (dal 4 gennaio al 1º febbraio)
| Acquisti         | Acquisti         | Acquisti    | Acquisti                         |
| R.               | Nome             | da          | Modalità                         |
| ---------------- | ---------------- | ----------- | -------------------------------- |
| A                | Enrico Brignola  | SPAL        | fine prestito                    |
| A                | Jens Odgaard     | Lugano      | fine prestito                    |
| A                | Nicholas Pierini | Ascoli      | fine prestito                    |
| Altre operazioni |                  |             |                                  |
| R.               | Nome             | a           | Modalità                         |
| D                | Ryan Flamingo    | Almere City | definitivo                       |
| D                | Yeferson Paz     | Cortuluá    | definitivo                       |
| A                | Luigi Samele     | Monopoli    | prestito con diritto di riscatto |

| Cessioni         | Cessioni         | Cessioni  | Cessioni |
| R.               | Nome             | a         | Modalità |
| ---------------- | ---------------- | --------- | -------- |
| A                | Enrico Brignola  | Frosinone | prestito |
| A                | Jens Odgaard     | Pescara   | prestito |
| A                | Nicholas Pierini | Modena    | prestito |
| A                | Federico Ricci   | Monza     | prestito |
| Altre operazioni |                  |           |          |
| R.               | Nome             | a         | Modalità |
| D                | Raul Șteau       | Monopoli  | prestito |

## Risultati

### Serie A

#### Girone d'andata
| Arbitro: | Marinelli (Tivoli) |

|              |           |             |
| Bourabia 87’ | Marcatori | 77’ Simeone |

| Arbitro: | Ghersini (Genova) |

|               |           |                                               |
| Gălăbinov 30’ | Marcatori | 12’ Đuričić 64’ Berardi 66’ Defrel 76’ Caputo |

| Arbitro: | Pezzuto (Lecce) |

|                                                   |           |                 |
| Berardi 19’ Caputo 58’ (rig.) 85’ Locatelli 90+3’ | Marcatori | 49’ (rig.) Simy |

| Arbitro: | Doveri (Roma) |

|                                      |           |                                                        |
| Soriano 9’ Svanberg 39’ Orsolini 60’ | Marcatori | 18’ Berardi 64’ Đuričić 70’ Caputo 74’ (aut.) Tomiyasu |

| Arbitro: | Guida (Torre Annunziata) |

|                                      |           |                                   |
| Đuričić 71’ Chiricheș 84’ Caputo 85’ | Marcatori | 33’ Linetty 77’ Belotti 79’ Lukić |

| Arbitro: | Mariani (Aprilia) |

|  |           |                                  |
|  | Marcatori | 59’ (rig.) Locatelli 90+5’ Lopez |

| Reggio Emilia 8 novembre 2020, ore 20:45 CET 7ª giornata | Sassuolo              | 0 – 0 referto | Udinese | Mapei Stadium - Città del Tricolore (0 spett.)\| Arbitro: \| Abbattista (Molfetta) \| |
| Arbitro:                                                 | Abbattista (Molfetta) |               |         |                                                                                       |

| Arbitro: | Fabbri (Ravenna) |

|  |           |                      |
|  | Marcatori | 42’ Boga 75’ Berardi |

| Arbitro: | Irrati (Pistoia) |

|  |           |                                                 |
|  | Marcatori | 4’ Sánchez 14’ (aut.) Chiricheș 60’ Gagliardini |

| Roma 6 dicembre 2020, ore 15:00 CET 10ª giornata | Roma             | 0 – 0 referto | Sassuolo | Stadio Olimpico (0 spett.)\| Arbitro: \| Maresca (Napoli) \| |
| Arbitro:                                         | Maresca (Napoli) |               |          |                                                              |

| Arbitro: | Sozza (Seregno) |

|                   |           |  |
| Berardi 8’ (rig.) | Marcatori |  |

| Arbitro: | Valeri (Roma) |

|                     |           |            |
| Vlahović 35’ (rig.) | Marcatori | 13’ Traorè |

| Arbitro: | Mariani (Aprilia) |

|             |           |                          |
| Berardi 89’ | Marcatori | 1’ Leão 26’ Saelemaekers |

| Arbitro: | Ayroldi (Molfetta) |

|                               |           |                                  |
| Quagliarella 55’ K. Baldé 84’ | Marcatori | 2’ Traorè 56’ Caputo 58’ Berardi |

| Arbitro: | Maresca (Napoli) |

|                                                      |           |               |
| D. Zapata 11’, 49’ Pessina 45’ Gosens 57’ Muriel 67’ | Marcatori | 75’ Chiricheș |

| Arbitro: | Fabbri (Ravenna) |

|                        |           |                |
| Boga 52’ Raspadori 83’ | Marcatori | 64’ Shomurodov |

| Arbitro: | Massa (Imperia) |

|                                     |           |            |
| Danilo 50’ Ramsey 82’ Ronaldo 90+2’ | Marcatori | 58’ Defrel |

| Arbitro: | Pezzuto (Lecce) |

|                      |           |           |
| Đuričić 90+4’ (rig.) | Marcatori | 37’ Kucka |

| Arbitro: | Giua (Olbia) |

|                                   |           |           |
| Milinković-Savić 25’ Immobile 71’ | Marcatori | 5’ Caputo |

#### Girone di ritorno
| Arbitro: | Mariani (Aprilia) |

|                |           |            |
| João Pedro 75’ | Marcatori | 90+4’ Boga |

| Arbitro: | Sacchi (Macerata) |

|            |           |                     |
| Caputo 25’ | Marcatori | 39’ Erlić 78’ Gyasi |

| Arbitro: | Pezzuto (Lecce) |

|           |           |                               |
| Ounas 26’ | Marcatori | 14’ Berardi 49’ (rig.) Caputo |

| Arbitro: | La Penna (Roma) |

|            |           |             |
| Caputo 52’ | Marcatori | 17’ Soriano |

| Arbitro: | Mariani (Aprilia) |

|                                |           |                 |
| Zaza 77’, 90+2’ Mandragora 86’ | Marcatori | 6’, 38’ Berardi |

| Arbitro: | Marini (Roma) |

|                                                                |           |                                                    |
| Maksimović 34’ (aut.) Berardi 45+1’ (rig.) Caputo 90+5’ (rig.) | Marcatori | 38’ Zieliński 72’ Di Lorenzo 90’ (rig.) L. Insigne |

| Arbitro: | Maggioni (Lecco) |

|                            |           |  |
| Llorente 42’ Pereyra 90+3’ | Marcatori |  |

| Arbitro: | Prontera (Bologna) |

|                                     |           |                         |
| Locatelli 4’ Đuričić 51’ Traorè 81’ | Marcatori | 43’ Lazović 79’ Dimarco |

| Arbitro: | Irrati (Pistoia) |

|                         |           |            |
| Lukaku 10’ Martínez 67’ | Marcatori | 85’ Traorè |

| Arbitro: | Pairetto (Nichelino) |

|                          |           |                                     |
| Traorè 52’ Raspadori 85’ | Marcatori | 26’ (rig.) Lo. Pellegrini 69’ Peres |

| Arbitro: | Marini (Roma) |

|  |           |                  |
|  | Marcatori | 45’ (aut.) Barba |

| Arbitro: | Aureliano (Bologna) |

|                                          |           |                 |
| Berardi 59’ (rig.), 62’ (rig.) Lopez 75’ | Marcatori | 31’ Bonaventura |

| Arbitro: | Sacchi (Macerata) |

|                |           |                    |
| Çalhanoğlu 30’ | Marcatori | 76’, 83’ Raspadori |

| Arbitro: | Gariglio (Pinerolo) |

|             |           |  |
| Berardi 69’ | Marcatori |  |

| Arbitro: | Pairetto (Nichelino) |

|                    |           |            |
| Berardi 52’ (rig.) | Marcatori | 32’ Gosens |

| Arbitro: | Mariani (Aprilia) |

|                |           |                           |
| Zappacosta 85’ | Marcatori | 14’ Raspadori 66’ Berardi |

| Arbitro: | Giacomelli (Trieste) |

|               |           |                                   |
| Raspadori 59’ | Marcatori | 28’ Rabiot 45’ Ronaldo 66’ Dybala |

| Arbitro: | Piccinini (Forlì) |

|           |           |                                          |
| Alves 32’ | Marcatori | 25’ (rig.) Locatelli 62’ Defrel 69’ Boga |

| Arbitro: | Prontera (Bologna) |

|                                      |           |  |
| Kyriakopoulos 10’ Berardi 78’ (rig.) | Marcatori |  |

### Coppa Italia
| Arbitro: | Camplone (Pescara) |

|  |           |                            |
|  | Marcatori | 49’ Missiroli 58’ Dickmann |

## Statistiche

### Statistiche di squadra
| Competizione | Punti | In casa | In casa | In casa | In casa | In casa | In casa | In trasferta | In trasferta | In trasferta | In trasferta | In trasferta | In trasferta | Totale | Totale | Totale | Totale | Totale | Totale | DR |
| Competizione | Punti | G       | V       | N       | P       | Gf      | Gs      | G            | V            | N            | P            | Gf           | Gs           | G      | V      | N      | P      | Gf     | Gs     | DR |
| ------------ | ----- | ------- | ------- | ------- | ------- | ------- | ------- | ------------ | ------------ | ------------ | ------------ | ------------ | ------------ | ------ | ------ | ------ | ------ | ------ | ------ | -- |
| Serie A      | 62    | 19      | 7       | 8       | 4       | 31      | 27      | 19           | 10           | 3            | 6            | 33           | 29           | 38     | 17     | 11     | 10     | 64     | 56     | +8 |
| Coppa Italia | -     | 1       | 0       | 0       | 1       | 0       | 2       | 0            | 0            | 0            | 0            | 0            | 0            | 1      | 0      | 0      | 1      | 0      | 2      | -2 |
| Totale       | -     | 20      | 7       | 8       | 5       | 31      | 29      | 19           | 10           | 3            | 6            | 33           | 29           | 39     | 17     | 11     | 11     | 64     | 58     | +6 |

### Andamento in campionato
| Giornata  | 1 | 2 | 3 | 4 | 5 | 6 | 7 | 8 | 9 | 10 | 11 | 12 | 13 | 14 | 15 | 16 | 17 | 18 | 19 | 20 | 21 | 22 | 23 | 24 | 25 | 26 | 27 | 28 | 29 | 30 | 31 | 32 | 33 | 34 | 35 | 36 | 37 | 38 |
| --------- | - | - | - | - | - | - | - | - | - | -- | -- | -- | -- | -- | -- | -- | -- | -- | -- | -- | -- | -- | -- | -- | -- | -- | -- | -- | -- | -- | -- | -- | -- | -- | -- | -- | -- | -- |
| Luogo     | C | T | C | T | C | T | C | T | C | T  | C  | T  | C  | T  | T  | C  | T  | C  | T  | T  | C  | T  | C  | T  | C  | T  | C  | T  | C  | T  | C  | T  | C  | C  | T  | C  | T  | C  |
| Risultato | N | V | V | V | N | V | N | V | P | N  | V  | N  | P  | V  | P  | V  | P  | N  | P  | N  | P  | V  | N  | P  | N  | P  | V  | P  | N  | V  | V  | V  | V  | N  | V  | P  | V  | V  |
| Posizione | 7 | 4 | 3 | 2 | 2 | 2 | 2 | 2 | 2 | 5  | 5  | 5  | 5  | 4  | 6  | 5  | 7  | 8  | 8  | 8  | 8  | 8  | 8  | 8  | 9  | 9  | 8  | 8  | 9  | 8  | 8  | 8  | 8  | 8  | 8  | 8  | 8  | 8  |

Fonte:  Serie A – Classifiche, su sport.sky.it, Sky Sport. URL consultato il 6 settembre 2020 (archiviato dall'url originale l'11 settembre 2014).
Legenda:

Luogo: C = Casa; T = Trasferta. Risultato: V = Vittoria; N = Pareggio; P = Sconfitta.

### Statistiche dei giocatori
In corsivo i giocatori ceduti a stagione in corso.
| Giocatore        | Serie A  | Serie A | Serie A     | Serie A    | Coppa Italia | Coppa Italia | Coppa Italia | Coppa Italia | Totale   | Totale | Totale      | Totale     |
| Giocatore        | Presenze | Reti    | Ammonizioni | Espulsioni | Presenze     | Reti         | Ammonizioni  | Espulsioni   | Presenze | Reti   | Ammonizioni | Espulsioni |
| ---------------- | -------- | ------- | ----------- | ---------- | ------------ | ------------ | ------------ | ------------ | -------- | ------ | ----------- | ---------- |
| K. Ayhan         | 19       | 0       | 2           | 0          | 1            | 0            | 0            | 0            | 20       | 0      | 2           | 0          |
| D. Berardi       | 30       | 17      | 4           | 0          | 0            | 0            | 0            | 0            | 30       | 17     | 4           | 0          |
| J. Boga          | 27       | 4       | 0           | 0          | 1            | 0            | 0            | 0            | 28       | 4      | 0           | 0          |
| M. Bourabia      | 15       | 1       | 2           | 0          | 0            | 0            | 0            | 0            | 15       | 1      | 2           | 0          |
| F. Caputo        | 25       | 11      | 1           | 0          | 0            | 0            | 0            | 0            | 25       | 11     | 1           | 0          |
| V. Chiricheș     | 24       | 2       | 6           | 0          | 0            | 0            | 0            | 0            | 24       | 2      | 6           | 0          |
| A. Consigli      | 37       | -56     | 1           | 0          | 0            | 0            | 0            | 0            | 37       | -56    | 1           | 0          |
| G. Defrel        | 28       | 3       | 1           | 0          | 0            | 0            | 0            | 0            | 28       | 3      | 1           | 0          |
| F. Đuričić       | 32       | 5       | 5           | 0          | 1            | 0            | 0            | 1            | 33       | 5      | 5           | 1          |
| G.M. Ferrari     | 34       | 0       | 6           | 0          | 0            | 0            | 0            | 0            | 34       | 0      | 6           | 0          |
| L. Haraslín      | 14       | 0       | 1           | 1          | 1            | 0            | 0            | 0            | 15       | 0      | 1           | 1          |
| I. Karamoko      | 1        | 0       | 0           | 0          | 0            | 0            | 0            | 0            | 1        | 0      | 0           | 0          |
| G. Kyriakopoulos | 23       | 1       | 3           | 1          | 1            | 0            | 0            | 0            | 24       | 1      | 3           | 1          |
| M. Locatelli     | 34       | 4       | 8           | 0          | 0            | 0            | 0            | 0            | 34       | 4      | 8           | 0          |
| M. Lopez         | 29       | 2       | 7           | 0          | 1            | 0            | 0            | 0            | 30       | 2      | 7           | 0          |
| F. Magnanelli    | 9        | 0       | 2           | 0          | 0            | 0            | 0            | 0            | 9        | 0      | 2           | 0          |
| Marlon           | 24       | 0       | 6           | 1          | 1            | 0            | 0            | 0            | 25       | 0      | 6           | 1          |
| M. Müldür        | 28       | 0       | 2           | 0          | 1            | 0            | 1            | 0            | 29       | 0      | 3           | 0          |
| L. Mazzitelli    | 0        | 0       | 0           | 0          | 0            | 0            | 0            | 0            | 0        | 0      | 0           | 0          |
| P. Obiang        | 33       | 0       | 4           | 1          | 1            | 0            | 0            | 0            | 34       | 0      | 4           | 1          |
| B. Oddei         | 5        | 0       | 0           | 0          | 1            | 0            | 0            | 0            | 6        | 0      | 0           | 0          |
| J. Odgaard       | 0        | 0       | 0           | 0          | 0            | 0            | 0            | 0            | 0        | 0      | 0           | 0          |
| G. Pegolo        | 1        | 0       | 0           | 0          | 1            | -2           | 0            | 0            | 2        | -2     | 0           | 0          |
| F. Peluso        | 6        | 0       | 1           | 0          | 1            | 0            | 0            | 0            | 7        | 0      | 1           | 0          |
| N. Pierini       | 0        | 0       | 0           | 0          | 0            | 0            | 0            | 0            | 0        | 0      | 0           | 0          |
| G. Raspadori     | 27       | 6       | 1           | 0          | 1            | 0            | 0            | 0            | 28       | 6      | 1           | 0          |
| F. Ricci         | 1        | 0       | 0           | 0          | 0            | 0            | 0            | 0            | 1        | 0      | 0           | 0          |
| Rogério          | 28       | 0       | 4           | 0          | 1            | 0            | 0            | 0            | 29       | 0      | 4           | 0          |
| G. Scamacca      | 0        | 0       | 0           | 0          | 0            | 0            | 0            | 0            | 0        | 0      | 0           | 0          |
| N. Schiappacasse | 1        | 0       | 0           | 0          | 1            | 0            | 0            | 0            | 2        | 0      | 0           | 0          |
| J. Toljan        | 26       | 0       | 2           | 0          | 0            | 0            | 0            | 0            | 26       | 0      | 2           | 0          |
| H.J. Traorè      | 35       | 5       | 6           | 0          | 0            | 0            | 0            | 0            | 35       | 5      | 6           | 0          |
| S. Turati        | 0        | 0       | 1           | 0          | 0            | 0            | 0            | 0            | 0        | 0      | 1           | 0          |

## Giovanili

### Piazzamenti
- Primavera:
  - Campionato:
  - Coppa Italia:
  - Torneo di Viareggio:
- Berretti:
  - Campionato:

- Under-17:
  - Campionato:
- Under-16:
  - Campionato:
- Under-15:
  - Campionato: